# 1850-е годы
1850-е (ты́сяча восемьсо́т пятидеся́тые) го́ды по григорианскому календарю — промежуток времени с 1 января 1850 года по 31 декабря 1859 года, включающий 1850 год 5-го десятилетия   и с 1851 по 1859 годы    6-го десятилетия XIX века 2-го тысячелетия.  Они закончились 166 лет назад.
Десятилетие характеризовалось продолжающейся промышленной революцией и началом глобального потепления. Противоречия между Россией и другими европейскими державами привели к Крымской войне, в которой Россия потерпела поражение. В науке был сделан ряд важных открытий в математике, физике, химии, биологии, крупнейшим стало появление теории эволюции.

## События

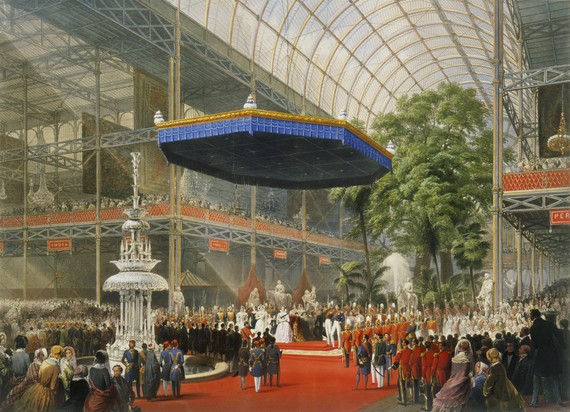
Королева Виктория открывает Всемирную выставку в Хрустальном дворце

- Восстание тайпинов (1850—1864) — крестьянская война в Китае против маньчжурской династии Цин и иностранных колонизаторов, привела к жертвам до 30 миллионов человек[1]. Восстание няньцзюней (1851—1868). Начало пандемии чумы (1855). Вторая Опиумная война (1856—1860). Кульджинский договор (1851), Айгунский договор (1858) и Тяньцзиньские трактаты (1858).
- Лаплатская война в Южной Америке (1851—1852).
- Золотая лихорадка в Виктории (1851—1860-е; Австралия) вместе с калифорнийской золотой лихорадкой (1848—1855; США) увеличивают мировое производство золота в 6 раз, становятся причиной второй революции цен.
- Вторая французская империя (1852—1870) образована в результате плебисцита из Второй республики (1848—1852).
- Крымская война (1853—1856). Синопское сражение — последнее крупное сражение парусных кораблей (1853). Балаклавское сражение (1854; атака лёгкой бригады; «тонкая красная линия»). Оборона Севастополя (1854—1855). Парижский мирный договор (1856).
- Завершён период изоляции Японии (1641—1853; «Чёрные корабли»). Неравные договоры Японии с США (1854; 1858), Англией (1854; 1858), c Россией (1855), договоры Ансэй (1858).
- В США основана Республиканская партия (1854). Апачские войны (1849—1886). Гражданская война в Канзасе (1854—1858). Ютская война (1857—1858) — конфликт между святыми последних дней и федеральным правительством США. Война за реформу в Мексике (1857—1861).
- Восстание сипаев (1857—1858) в Индии — мятеж индийских солдат против колонизаторской политики англичан, закончился поражением. Британская Ост-Индская компания передала административные функции английской короне (1858).
- Либеральная партия Великобритании образована объединением вигов, пилитов, радикалов (1859).
- Австро-итало-французская война (1859) на Апеннинском полуострове («Сардинская война»). Битва при Сольферино.

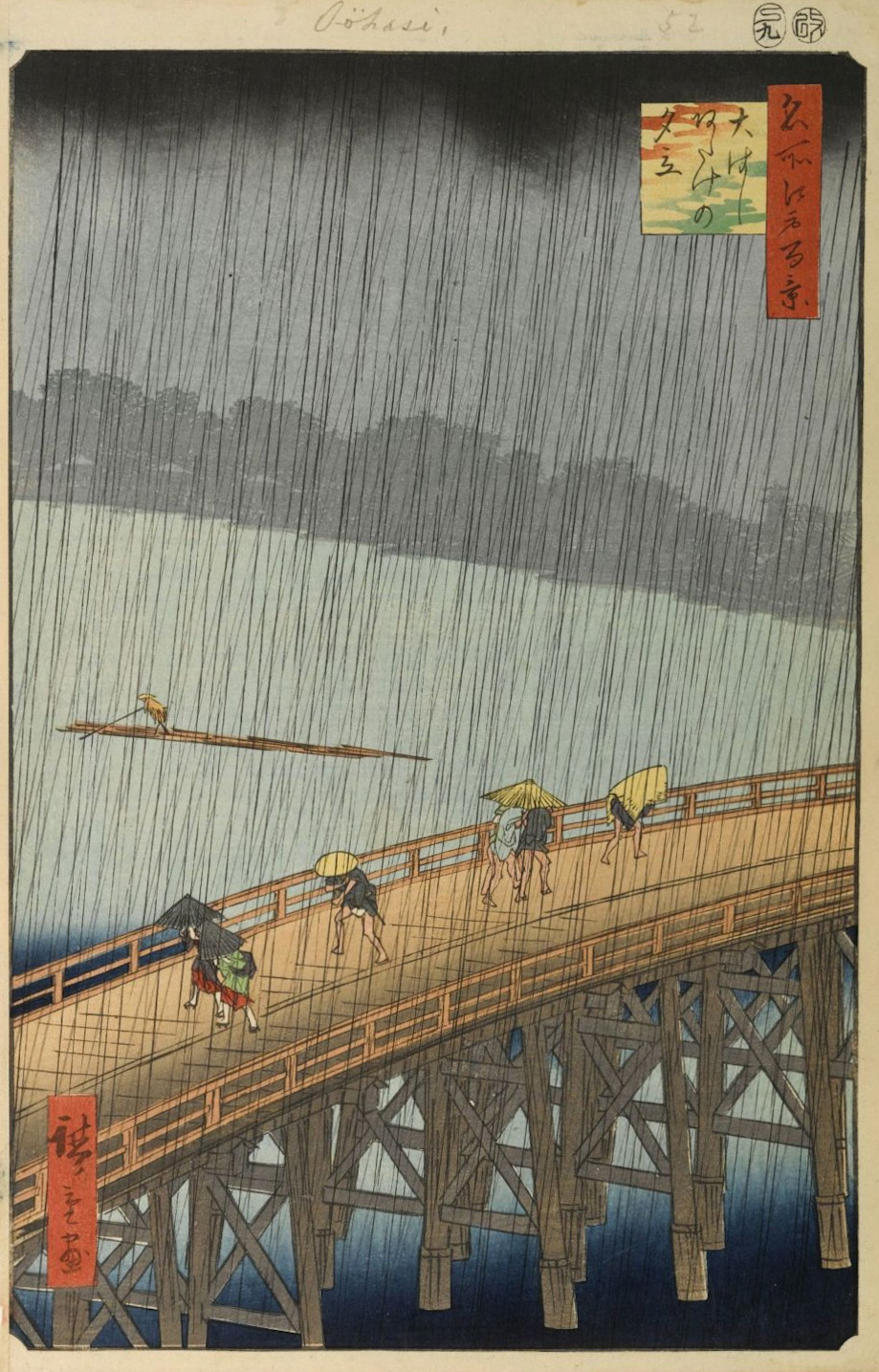
«Вечерний дождь в Атаке на Великом мосту» (Утагава Хиросигэ)

## Культура
- Великая выставка промышленных работ всех народов (1851) стала вехой в истории промышленной революции, выставку посетили до 6 миллионов человек.
- Международный шахматный турнир (1851).
- Новый Эрмитаж (1851).
- Османизация Парижа (1853—1870).
- Биг-Бен построен (1859).
- Завершение Малого ледникового периода XIV—XIX веков. Начало глобального потепления.

### Живопись
- Третьяковская галерея (1856).
- Айвазовский, Иван Константинович (1817—1900). «Девятый вал» (1850).
- Утагава Хиросигэ (1797—1858). Сто знаменитых видов Эдо (1856—1858).

### Музыка
- Джузеппе Верди (1813—1901). «Риголетто» (1851).
- Вильгельм, Карл (1815—1873). «Стража на Рейне» (1854).
- Брамс, Иоганнес (1833—1897). «Немецкий реквием» (1859).

### Наука и техника
- Булева алгебра (1854; Буль).
- Бессемеровский процесс производства стали удешевлял в несколько раз стоимость её производства (1856; Бессемер).
- Построен первый крупный нефтеперерабатывающий завод (1857) в Румынии.
- «О функциях, наименее уклоняющихся от нуля» (1857; Чебышёв; Теория приближений).
- Фоноавтограф (1857; Скотт де Мартенвиль, Эдуар Леон).
- Броненосец (применение броненосных батарей — 1855, сражение у Кинбурна, «Lave»; первый морской броненосец спущен на воду — 1859, «La Gloire»).
- «Происхождение видов» (1859; Дарвин).
- Спектральный анализ (1859; Кирхгоф).

| Галерея                                | Галерея              | Галерея                                 | Галерея                      | Галерея                        | Галерея                              | Галерея | Галерея | Галерея |
| -------------------------------------- | -------------------- | --------------------------------------- | ---------------------------- | ------------------------------ | ------------------------------------ | ------- | ------- | ------- |
| Государственные деятели                |                      |                                         |                              |                                |                                      |         |         |         |
| Николай I император Российской империи | Кавур политик Италии | Абдул-Меджид I султан Османской империи | Теодрос II император Эфиопии | Наполеон III император Франции | Виктория королева Британской империи |         |         |         |